# 希臘—俄羅斯關係
希臘－俄羅斯关系指希腊与俄罗斯两国之间的双边关系。由于历史渊源以及文化宗教因素（两国国民皆多信仰东正教），两国关系非常密切。希俄两国在巴尔干问题及其世界其他问题上的观点经常保持一致，如希腊与俄罗斯皆反对科索沃独立。两国建交于1828年。希俄两国都是欧洲委员会与欧洲安全与合作组织的成员国。希臘也因為對於自己的債務危機而向俄羅斯求援。俄羅斯吞併克里米亞及俄烏戰爭後，希俄两国走向惡化。

## 双边协定
- 友好合作协定(1993)
- 经济、工业、技术与科学合作协定(1993)